# Uppsala norra station
Uppsala norra (Uppsala N), lokalt benämnd Norra station, är en mötesstation i Uppsala på Dalabanan mellan Luthagen och Librobäck. Från den före detta järnvägsstationen har det gått linjer mot Uppsala C, Enköping och Sala. Linjen mot Enköping lades dock ner 1979 och revs upp i början på 1980-talet. Tåguppehållen på stationen upphörde 1964, men den fortsatte att användas som mötesstation. Stationen var officiellt slutstation för Uppsala-Enköpings Järnväg, även om tågen fortsatte in till Uppsala C. Stationen låg öster om järnvägens korsning med Börjegatan på ett område som sedan 2010-talet är bebyggt med bostäder.
Stationshuset brann i augusti 2009 och revs helt efter branden.

## I populärkulturen
Owe Thörnqvists låt Norra station blues handlar om Uppsala norra.